# Catharina Helena Bolhuis-Schilstra
Catharina Helena (Crien) Bolhuis-Schilstra (Harmelen, 24 december 1905 – Den Haag, 18 november 1988) was padvindstersleidster, districtscommissaresse en een van de leidsters van de kampgevangene-padvindershorde van "De Stormvogels".

## Biografie
"Crien" werd geboren op 24 december 1905 in Harmelen, als dochter van de Almkerkse burgemeestersdochter Anna van de Koppel (1879–1961) en candidaat-notaris Freerk Schilstra (1869–1913). Zij trouwt op 10 februari 1930 in Wageningen met Garbrand Gerhard Bolhuis.

## Scouting
In 1937 was Crien districtscommissaresse van het Meisjesgilde, de meisjestak van de Vereeniging Nederlandsch Indische Padvinders (NIPV). In januari 1941 had ze deze functie voor district Buitenzorg.
Ze was Guido (hoofdleidster) van de padvindsters van de afdeling Buitenzorg van het Meisjesgilde van de NIPV. Bolhuis-Schilstra was in 1942 een actieve padvindstersleidster en Rode Kruisassistent op Java. Daar kreeg zij toestemming om wonden van Australische krijgsgevangenen te verzorgen.
Ze werd kort daarna door de Japanners geslagen en samen met haar twee dochters in Kamp Kareës gevangengezet, omdat ze extra voedsel en sigaretten naar de gevangengenomen soldaten had gesmokkeld. Tijdens haar gevangenschap leidde Crien padvinders in Kamp Kareës: samen met Cap van Oyen leidde ze de geheime groep. "Stormvogels" die de zieken hielpen en plezier in het kamp brachten. Ze hielden kringgesprekken waarbij ze op zelf geborduurde zitmatten zaten. Het motto van de Stormvogels was ‘Waarheid, Zuiverheid en Trouw’.
In november 1944 werd Crien met haar twee dochters overgebracht naar Kamp Tijdeng, waar ze getuige was van de wreedheden die vrouwen werden aangedaan door Kenichi Sonei, de commandant van het kamp, die de gevangenen vaak mishandelde en onvoldoende voedde. Zij werd uiteindelijk in november 1945 vrijgelaten.